# 첫날밤 치르기
첫날밤 치르기(Consummation)는 민법이나 종교법의 많은 전통과 법령에서 두 사람이 서로 결혼한 후 이루어지는 첫 번째(또는 공식적으로 인정되는) 성교 행위이다. 첫날밤 치르기의 정의는 일반적으로 음경-질 성적 삽입을 의미하지만 일부 종교 교리에서는 피임법을 사용해서는 안 된다는 추가적인 요구 사항이 있다고 주장한다.
첫날밤 치르기의 종교적, 문화적 또는 법적 중요성은 법적으로 인정되는 파트너의 후손을 낳거나 함께 성행위를 승인하거나 둘 다를 목적으로 하는 결혼 이론에서 발생할 수 있다. 결혼식은 첫날밤을 치루지 못하거나 나중에 거부될 수 있는 결혼을 성립시키는 것으로 간주된다. 따라서 일부 법률 체계에서는 첫날밤 치르기가 완료되지 않은 경우 결혼이 취소될 수 있다. 사실혼의 경우에도 첫날밤 치르기는 관련이 있다. 첫날밤 치르기의 중요성으로 인해 다양한 침구 의식이 개발되었다.

## 같이 보기
- 성관계를 갖지 않는 혼인